# ماري أليس دوني
ماري أليس دوني هي صحفية كندية، ولدت في 12 فبراير 1934.